# FC Stahl Linz
El FC Stahl Linz o Fußball-Club Stahl Linz és un club de futbol austríac de la ciutat de Linz.

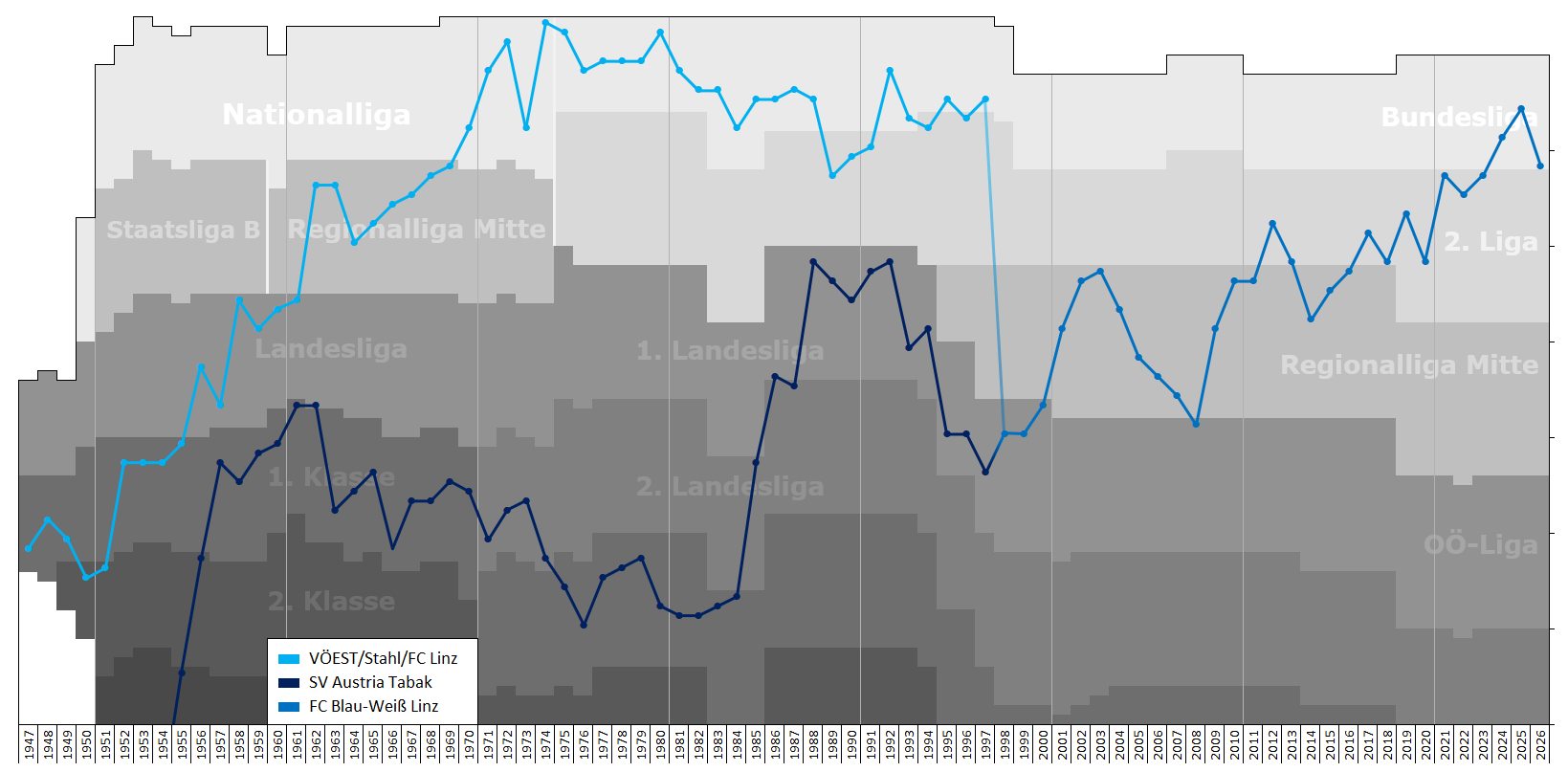
Quadre històric amb l'actuació de FC Linz i Blau-Weiß Linz.

El club va ser fundat el 30 de juny de 1946 amb el nom SV Eisen und Stahl 1946 Linz, canviant el 1949 a SK VÖEST Linz, propietat de l'empresa del mateix nom. L'estiu de 1972 canvià els seus colors, del blanc i negre a blau i blanc, per a diferenciar-se del seu rival ciutadà, el LASK. El màxim nivell del club arribà la temporada 1973-74 quan esdevingué campió de la lliga nacional. L'any 1991, la companyia mare deixà d'aportar diners i el club canvià el nom a FC Stahl Linz el 1991 i FC Linz el 1993. L'any 1997 es fusionà amb el LASK, però mantenint el nom i colors d'aquest darrer.
El mateix any de la dissolució del club, seguidors del mateix van crear el FC Blau-Weiß Linz adoptant-ne els colors, però no pot ser considerat del club original, doncs el 2013 es refundà el club FC Stahl Linz com a secció de futbol de la companyia VÖEST.
Evolució del nom:
- 1946: SV Eisen und Stahl 1946 Linz
- 1949: SK VÖEST Linz
- 1978: SK VOEST Linz
- 1990: la secció de futbol es separa del club mantenint el nom FC VOEST Linz
- 1991: FC Stahl Linz
- 1993: FC Linz
- 1997: fusió amb LASK

Nous clubs:
- 1997: FC Blau-Weiß Linz, fundat per seguidors del club original
- 2013: FC Stahl Linz, refundació del club com a secció de futbol de la companyia VÖEST

## Palmarès
- Lliga austríaca de futbol
  - 1973-74
- First League (segona divisió):
  - 1991, 1996
- Regional League Central
  - 1969

## Logos

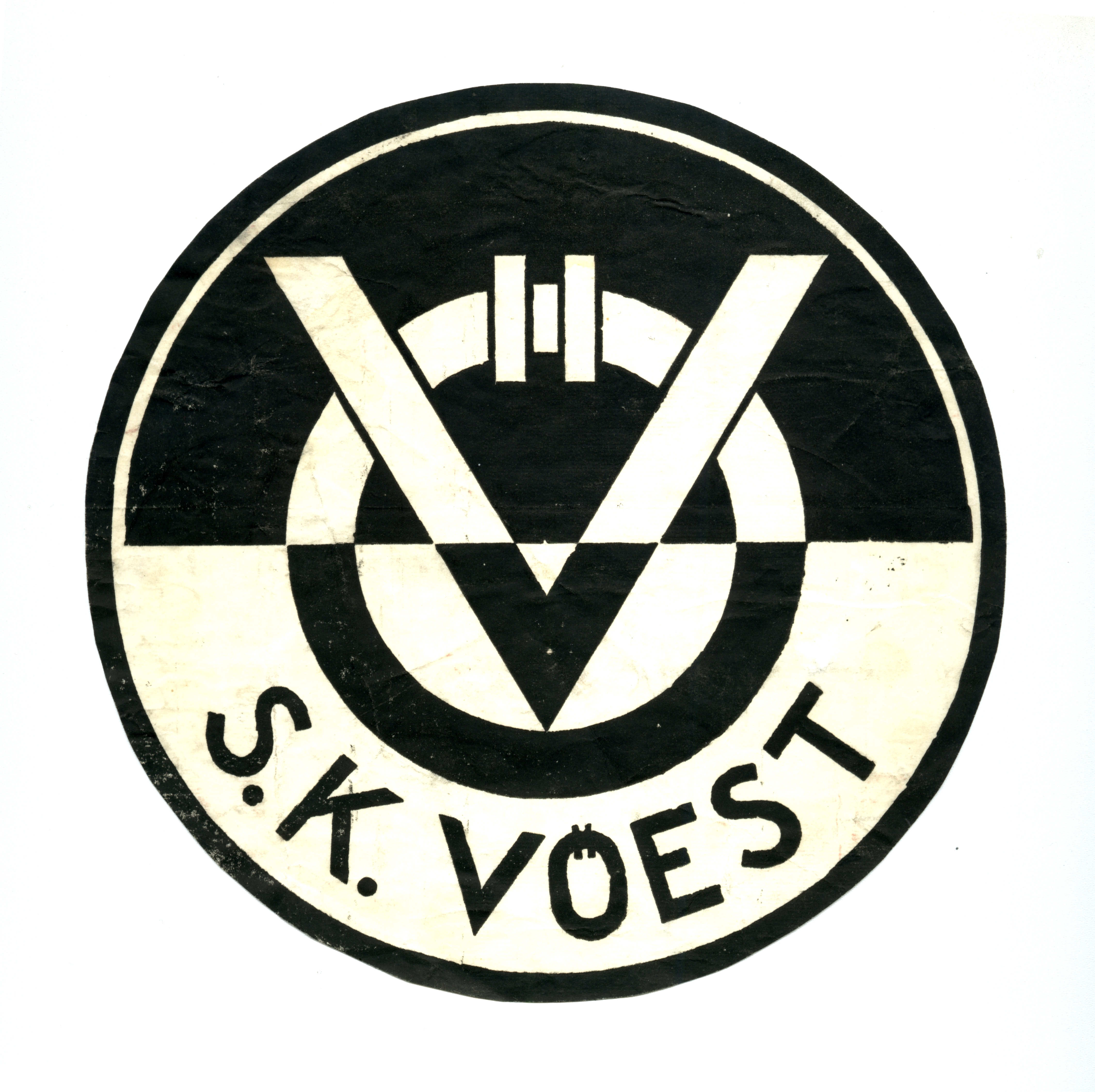
VÖEST Linz fins 1972
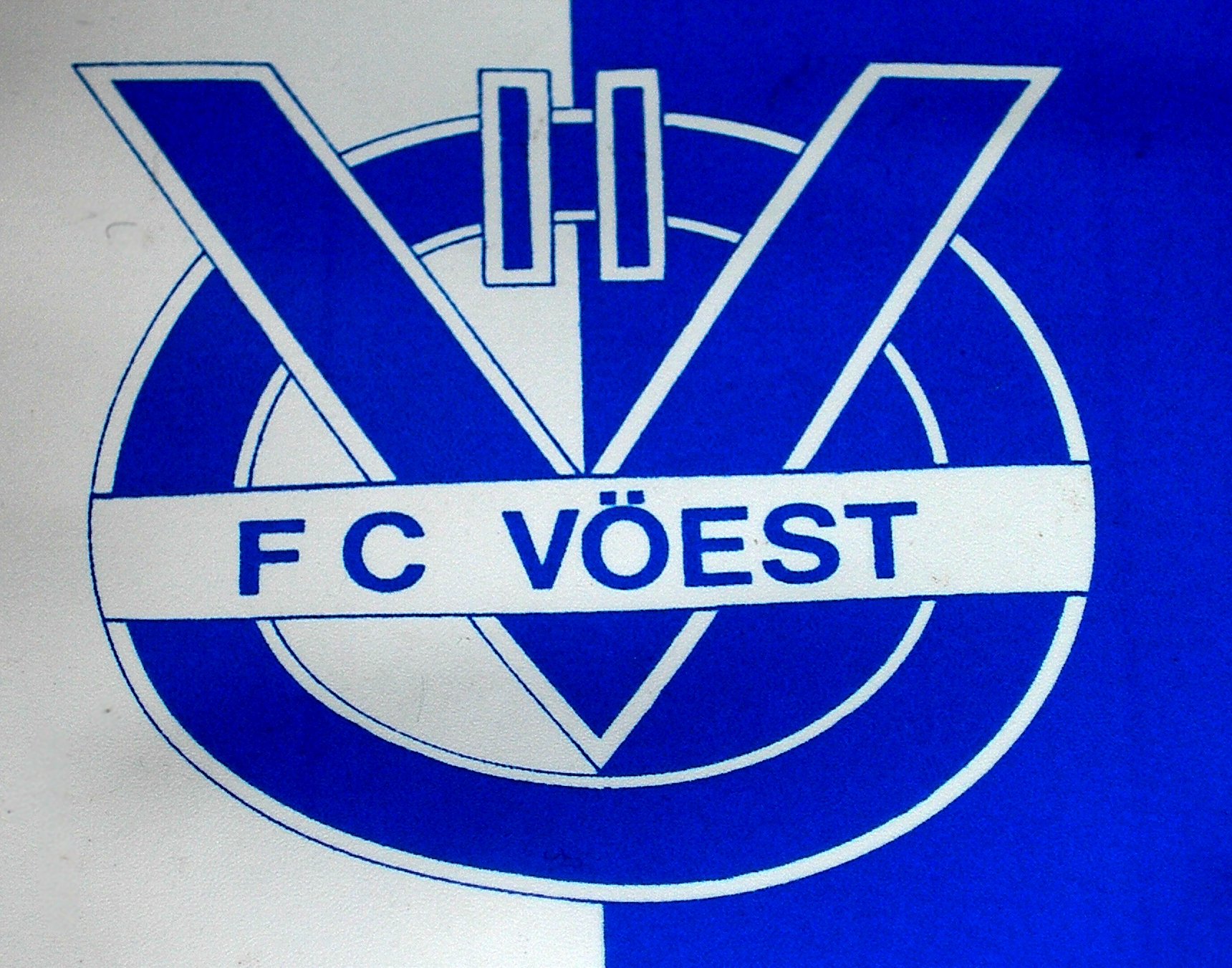
VOEST Linz 1990–91
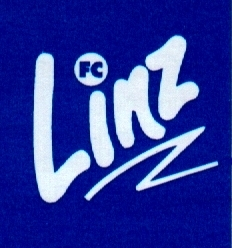
FC Linz 1993
FC Stahl Linz 2013